# Янинский пашалык
Янинский пашалык (тур. Yanya Paşalığı) — автономный и де-факто независимый пашалык в Османской империи между 1787 и 1822 годами, контролировавший большую часть Албании, Греции и Северной Македонии, хотя это никогда официально не признавалось Османской империей. Рассматривая свою территорию как всё более независимую, в своей и зарубежной корреспонденции единственный правитель пашалыка Али-паша часто называл принадлежавшие ему земли Албанией.
Столицей пашалыка была Янина, которая вместе с Тепеленой была штаб-квартирой Али. На пике своего развития Али-паша и его сыновья правили южной и центральной Албанией, большей частью материковой Греции, включая Эпир, Фессалию, Западную Македонию, западную часть Центральной Македонии, континентальную Грецию (за исключением Аттики), Пелопоннес, а также части юго-западной части Северной Македонии вокруг Охрида и Манастира. Население было весьма неоднородным и включало албанцев, арумын, болгар, греков, евреев, цыган, сербов и турок. Греки были самой многочисленной этнической группой, тогда как православные христиане — самой многочисленной религиозной группой, за ними следовали мусульмане.

## Предыстория
Али-паша впервые пришёл к власти, когда был назначен мутасаррифом Янины в конце 1784 или начале 1785 года, но вскоре был отправлен в отставку, вернувшись на эту должность только в конце 1787 или начале 1788 года. Али получил контроль над Дельвиной и стал правителем одноимённого санджака в 1785 году, но не имел полного контроля над ним, регионы Химара (1797 г.) и Гирокастра (1811 г.) были захвачены позже. Кроме того, на протяжении большей части существования пашалыка Янины регионы Маргарити и Парамитья в санджаке Дельвинаи Фанари в санджаке Янина пребывали под властью конфликтовавших с Али-пашой чамских албанцев.
В 1787 году Али-паша взял под свой контроль санджак Трикала, который позже был ему официально передан как вознаграждение за поддержку Турции в войне против Австрии. Вскоре после этого, в 1787 или 1788 году, он захватил контроль над городом Янина и объявил себя правителем санджака, который оставался опорой его власти в течение следующих 34 лет. Это положило начало состоявшему из санджаков Дельвины, Янины, Трикалы Янинскому пашалыку, когда Али провозгласил себя пашой Янины и передал титул паши Трикалы своему сыну Вели.
Как появившиеся в то время другие полунезависимые региональные лидеры, вроде как Османа Пазвантоглу, он воспользовался слабостью центрального правительства для расширения своих владений, пока не получил фактический контроль над большей частью Албании и материковой Греции либо напрямую, либо через своих сыновей. Собственные представления Али о групповой идентичности возникли из наследия албанского бандитизма и сопутствующего ему псевдодворянства. Али задумал создать независимое государство, которое почти наверняка будет контролироваться албанской военной и аристократической элитой. В качестве паши Али пользовался поддержкой исключительно албанских воинов, многие из которых до этого были разбойниками. Али-паша также использовал албанцев для подавления греческих восстаний в Морее.
Язык был основным определяющим элементом личности Али, а также его правительства и контролируемого региона. Родным языком Али был албанский. Хотя степень его владения письменным греческим языком является темой для споров, он говорил по-гречески. Обмен языками между албанцами и греками был довольно обычным явлением в XVIII веке. Янина располагалась на территории, где преимущественно говорили по-гречески, и во время османского владычества албанский язык не был официально признан. Албанский стал полностью письменным языком со своим собственным письмом только с середины XIX века, тогда как письменный греческий язык был прочно укоренившимся языком в Османской империи. Формальный бюрократический язык империи был полностью заменён греческим в пашалыке, при дворе Али дипломатические дела, как и большая часть официальной переписки, велись исключительно на греческом языке. Али также использовал греческую письменность, чтобы писать на албанском языке, и транслитерировать турецкий язык в своей личной переписке.

## История

### Появление

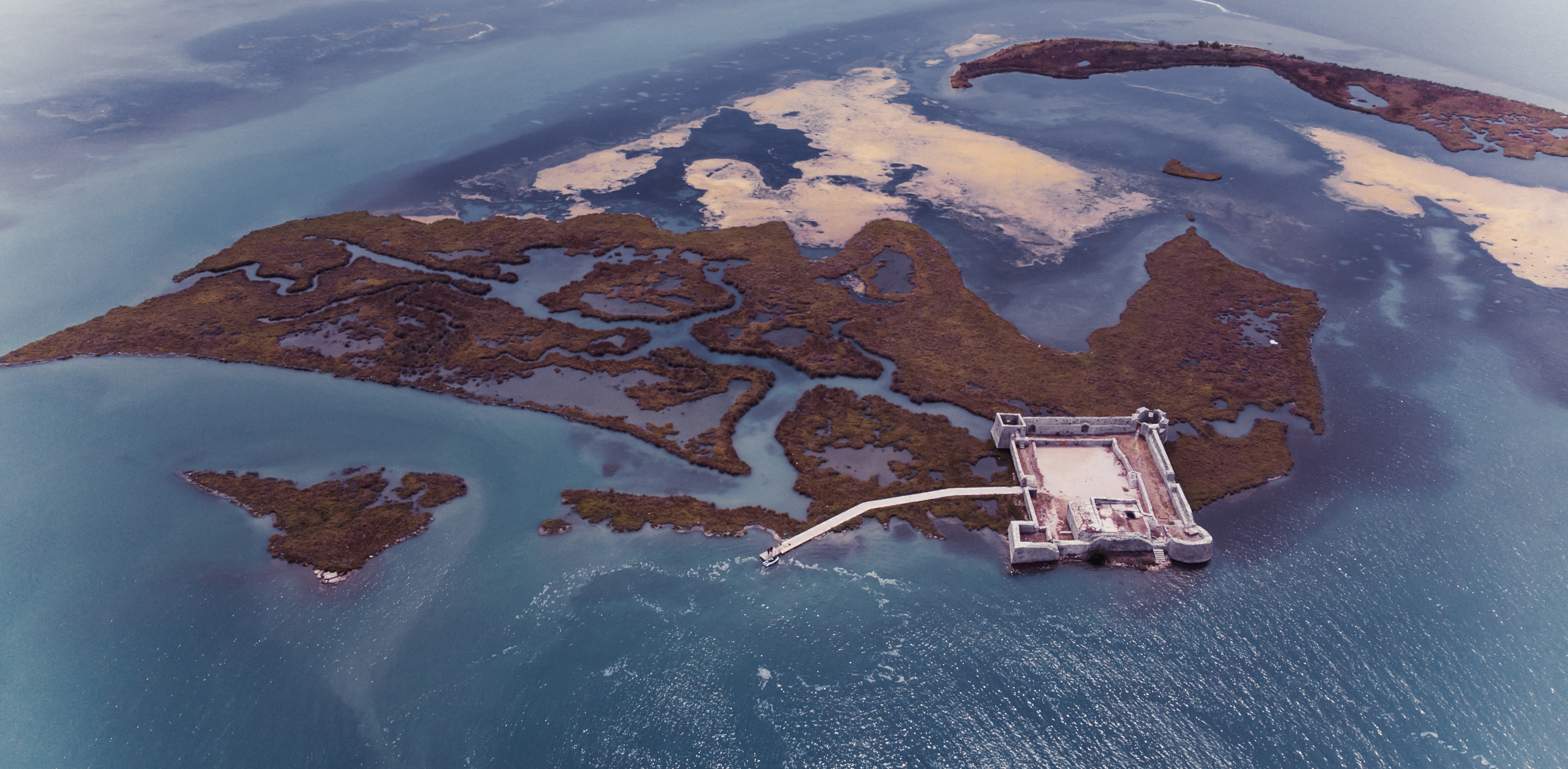
Укрепления Бутринти, возведённые при Али-Паше.

Воспользовавшись начавшейся в 1787 г. новой русско-турецкой войной, Али в течение 1789—1791 гг. присоединил к пашалыку регионы Коница (в санджаке Янина), а также Либохова, Пермети и Тепелена (из санджака Авлона). В этот период он также приобрел Арту, что дало выход к берегам Ионического моря через залив Амвракикос. В 1789 г. арумынский город Мосхополе в санджаке Эльбасан был разграблен и разрушен. Также в 1789 г. Али впервые вторгся в полунезависимую конфедерацию сулиотов к западу от санджака Янина после того, как они мобилизовали 2,2 тыс. в марте 1789 года против пашалыков и мусульман Румелии. Вторая кампания против сулиотов состоялась в 1790 г. Во время этих двух кампаний пашалык захватили несколько поселений Парасули, но в конечном итоге были отброшены из основного региона Сули.
Начиная с 1788 г., Али пытался взять под контроль санджак Карли-Эли, наконец, вторгшись в него в октябре 1789 г.. Османское правительство в ответ предоставило весь санджак (за исключением воеводы Месолонгиона) в качестве личной собственности матери султана Селима III Михришах-султан, что помешало Али-паше захватить его. Санджак был в конечном итоге захвачен в 1806 г., после смерти Михришах годом ранее.

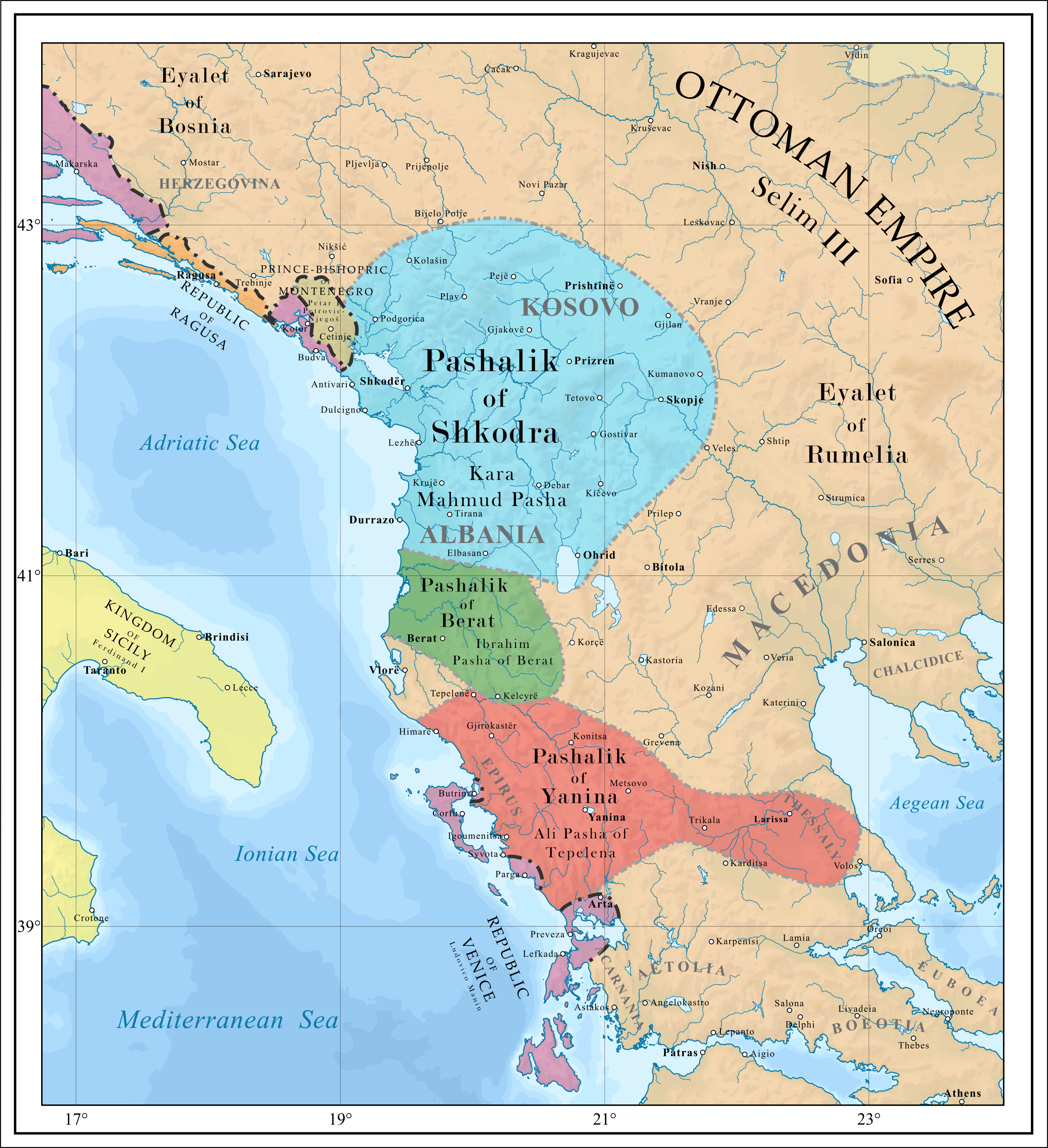
Янинский пашалык (1790—1795 гг.).

После войны с Россией в 1792 г. Али прекратил экспансию, дабы избежать реакции Селима III. Кроме того, его войска официально приняли участие в походе турок против Шкодера в 1793 г. Несмотря на завершение русско-турецкой войны и расширение владений, поражение пашалыка от сулиотов привело к одержимости Али захватом их конфедерации. Он начал ещё одну кампанию в июле 1792 г., отправив 8-10 тыс. албанцев, собравшие 1,3 тыс. сулиоты смогла одержать победу. По мирному соглашени был произведен обмен пленными и заложниками, а захваченные в предыдущие два года деревни Парасули были возвращены сулиотам.
Во время этого конфликта химариоты поддерживали сулиотов. В отместку Али-паша возглавил набег на город Химара в 1797 г., и более 6 тыс. мирных жителей были убиты.

## Экономика
Территория будущего пашалыка Янины довольно долгое время участвовало в международной торговле, главным образом с Италией, в частности с Анконой, Венецией, Ливорно и Падуей. Торговля Янины была основана на вывозе товаров с добавленной стоимостью и ввозе предметов роскоши.
Текстильная продукция Янины имела широкое торговое распространение. Шёлковые тесьмы, одеяла, шарфы, золотая и серебряная нить, а также вышитые тапочки и одежда были одними из основных коммерческих товаров, экспортируемых в Италию и продававшихся на Балканах. При Али греческое купечество смогло расширить и развить свою деятельность.
Сырая продукция также широко вывозилась с территории Али-паши. В этом районе была развита деревообрабатывающая промышленность, которая также поставляла смолу, имевшую широкую местную торговлю. В течение длительного периода пиломатериалы из северного Эпира и южной Албании экспортировались из Янины в Тулон и использовались французами для судостроения. Получившие контроль над Ионическими островами в 1809 году британцы стали основным торговым партнёром. Также экспортировались выращиваемые в Арте фрукты (лимоны, апельсины и фундук), а также оливковое масло, кукуруза и албанский табак. Албанские лошади продавались и экспортировались по Балканам.
Янина также служила центром распределения многих импортных товаров из разных европейских регионов, которые доставлялись верхом из портов восточной Адриатики, таких как Превеза, Влёра и Дуррес.